# Метью Бірд
Метью Бірд (англ. Mat(t)hew Beard; 9 липня 1870?/1886, Норфолк, Вірджинія, США — 16 лютого 1985 року, Флорида, США) — американський супердовгожитель, найстаріша повністю верифікована людина в світі (1983—1985) і найстаріший чоловік в світі (1980-1985). Першим з лише семи повністю верифікованих чоловіків в історії досяг 114-річного віку. В серпні 2013 року був визнаний Групою геронтологічних досліджень підтвердженим супердовгожителем.

## Життєпис
Як стверджував сам Бірд, він народився 9 липня 1870 року в Норфолку, штат Вірджинія. У 1873 році він переїхав в Міссурі, де з 1882 року (з 12 років) працював на лісопильні. В 1887 році Бірд тимчасово переїхав до Флориди, де працював на залізниці. В 1907 році він перебрався туди остаточно. В 1913 році він влаштувався на роботу мулярем. В 1919 році він познайомився зі своєю майбутньою дружиною, з якою у нього було 12 дітей. До 1977 року померла вона та четверо їх дітей. У віці 103 років він з допомогою свого онука збудував собі будинок.
В молодості Бірд брав участь в Іспансько-американській війні.